# 二式十三粍旋回機銃
二式十三粍旋回機銃（にしきじゅうさんみりせんかいきじゅう）は、大日本帝国海軍の軍用機に搭載された機関銃（航空機関銃）である。ドイツのラインメタル社のMG 131 機関銃をライセンス生産したもの。

## 概要
海軍では1941年（昭和16年）3月から一式七粍九旋回機銃の試作を行っていたが、威力不足が予想されており、小型軽量な手動旋回銃の急速な実現が要望された。同時期に試作中だった三式十三粍固定機銃を旋回銃として使用しようとする意見もあったが、小型機上で人力操作は困難との意見が多く、当時ドイツより入手したMG 131 機関銃が要求を全て満足していた事から、そのまま採用する事になった。
1943年1月から試作を開始した。形状については輸入品をそのまま採用したが、材料は輸入に頼っていたニッケルの逼迫により、代用材料を使用したため、部品の破損が相次いだ。組立不良による故障も相次いだが、約半年の間の研究と努力によって、おおむね良銃を量産することが出来るようになった時、終戦を迎えた。 
弾薬はオリジナルのMG131と同様、13x64mmBを使用する。オリジナルの電機式雷管が国産化できず衝撃式に改めた結果、電機式同調装置による機首固定機銃化ができず、旋回機銃としてのみ用いられている。
- 演習弾薬包　演習用弾薬。弾丸重量34.0g。[2][4]
- 曳跟弾薬包　曳光弾。弾丸重量34.0g。[2][4]
- 曳跟徹甲弾薬包　曳光徹甲弾。弾丸重量38.0g。[2][4]
- 通常弾薬包　榴弾。弾丸重量35.0g。炸薬（ペントリール）1.7gを内蔵。[2][4]
- 曳跟通常弾薬包　曳光榴弾。弾丸重量35.1g。炸薬0.9gを内蔵。[4]
- 焼夷通常弾薬包　着発式の焼夷弾。弾丸重量34.8g。焼夷剤（黄燐）1.2gを内蔵。[2][4]
- 着色弾薬包　潜水艦位置標示用。弾丸重量34.0g。[4]